# Rison (Arkansas)
Rison è una località degli Stati Uniti d'America, capoluogo della contea di Cleveland, nello Stato dell'Arkansas.